# Carlos Honorato
Carlos Honorato (n. 9 noiembrie 1974, São Paulo, São Paulo, Brazilia) este un judocan ce a reprezentat Brazilia, medaliat olimpic. A participat la 2 ediții ale Jocurilor Olimpice (2000, 2004) în care a câștigat o medalie de argint.